# Француз (фильм, 2015)
«Француз» (фр. Un Français) — фильм режиссёра Дьястема, вышедший во Франции в 2008 году.

## Сюжет
Француз Марко Лопез (Албан Ленуар) уже много лет придерживается ультраправых взглядов и вместе со своими друзьями избивает арабов и представителей секс-меньшинств, устраивает марши и расклеивает агитационные плакаты. Герой постоянно участвует в драках, в которых периодически получают ранения его друзья и он сам. Несмотря на мнения окружающих и всю опасность, Марко не отступает. Но со временем, в душе героя что-то меняется, он понимает, что он устал от такой жизни. Теперь он хочет вести нормальный образ жизни и больше не прибегать к насилию. Вот только избавиться от прошлого оказывается непросто. Он сталкивается с непониманием со стороны друзей и любимой девушки, встаёт на путь избавления от жестокости и ненависти. Но удастся ли ему пройти этот путь до конца и изменить свою жизнь?

## В ролях
| Актёр            | Роль              |
| ---------------- | ----------------- |
| Албан Ленуар     | Марко Лопез       |
| Самюэль Жюи      | Брагетт           |
| Поль Ами         | Гран-Ги           |
| Оливье Шений     | Марвин            |
| Джинн Роза       | Кики              |
| Патрик Пино      | фармацевт         |
| Люси Дебе        | Корин             |
| Бландин Пелиссье | мать Марко        |
| Фредерик Андрау  | инспектор полиции |
| Жюльен Оноре     | Калу              |

## Съёмочная группа
- Сценарист: Дьястем
- Продюсеры: Марьель Дюигу, Филипп Лиоре
- Сопродюсер: Стефан Селерье
- Художник: Лорен Дюпер-Клемен
- Художник по костюмам: Фредерик Камбье

## Критика
В целом, фильм получил хорошие отзывы. Французский сайт Marianne оценил фильм, как хорошо поставленный, но «наполовину успешный». Французский писатель Жером Леруа говорит о «Французе», как о фильме, поднимающую малообсуждаемую, но важную тему.

## Проблемы с показом фильма
Перед премьерой фильма Дьястем написал в своём блоге, что 50 первых запланированных показов фильма были отменены и, если фильм выйдет, то никто не уверен, что количество показов останется таким же. Причинами являются трудности реализации фильма, а также отсутствие веры в коммерческий успех фильма.

## Интересные факты
- Написание сценария длилось около 5 месяцев.
- Съёмки фильма длились 7 недель.
- Албан Ленуар, сыгравший роль Марко, набрал и скинул 15 кг для своей роли.
- Перед выходом фильма, Дьястем написал в своём блоге, что работники кинотеатров отказываются показывать его фильм, так как они «боятся».